# Алексије
Алексије је мушко име, које води порекло од грчке речи Alexios и има значење „заштита”, „одржавање”, „спречавање”. Користи се у Србији и налази се међу именима календара православне цркве.

## Изведена имена
Од овог имена изведена су имена Алексеј, Алексија, Аља и Аљоша. Алексеј може бити и варијанта имена Александар. У Белорусији је ово име било на четвртом месту по популарности 2005. године.